# Mount Hayne
Mount Hayne ist ein 1687 m hoher Berg im ostantarktischen Mac-Robertson-Land. In den Prince Charles Mountains ragt er 3 km nordwestlich der Moore Pyramid an der Nordflanke des Scylla-Gletschers auf.
Luftaufnahmen der Australian National Antarctic Research Expeditions aus dem Jahr 1965 dienten seiner Kartierung. Das Antarctic Names Committee of Australia benannte ihn nach J. Roger Hayne, Fotograf und Mitglied einer Erkundungsmannschaft zu den Prince Charles Mountains im Jahr 1969.